# Roosevelt Bouie
Roosevelt Bouie, (nacido el 21 de enero de 1958 en Kendall, Nueva York) es un exjugador de baloncesto estadounidense. Con 2.10 de estatura, su puesto natural en la cancha era el de pívot.

## Trayectoria
- Kendall High School
- Universidad de Syracuse (1976-1980)
- Victoria Libertas Pesaro (1980-1982)
- Pallacanestro Reggiana (1982-1989)
- Pallacanestro Cantú (1989-1991)
- Club Ourense Baloncesto (1991-1992)
- Pallacanestro Marsala (1992-1993)
- SAV Vacallo (1993-1994)